# 真言坂
座標: 北緯34度39分59秒 東経135度30分46秒 / 北緯34.66626度 東経135.51268度

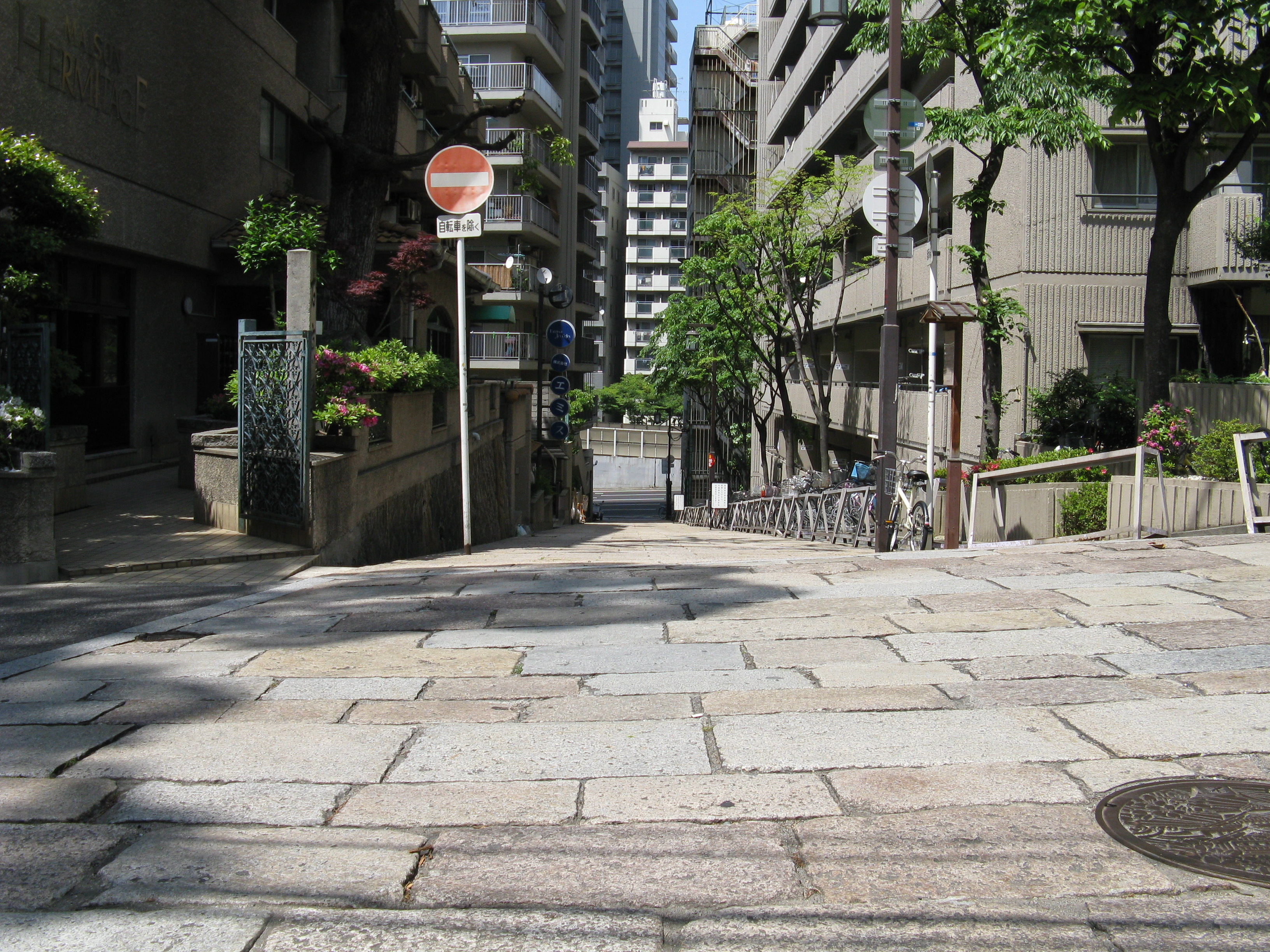
真言坂の上から撮影

真言坂（しんごんざか）は大阪府大阪市天王寺区にある坂。
天王寺七坂と呼ばれる坂の一つで、一番北に位置し、かつ唯一南北に通る。北側の上り口は千日前通の南（阪神高速高津入口付近）に通じ、上り口に真言坂の顕彰碑があり、正式名称は真言坂。南向きに坂を上ると生國魂神社の北の鳥居・石段の前へ至る。
坂の名の由来は、このあたりに生國魂神社の神宮寺だった法案寺をはじめとした真言宗の仏教寺院が十坊（「生玉十坊」と呼ばれた）あったことに由来する。これらの寺院は明治時代初頭の神仏分離により撤去され、現在は周辺はマンションやラブホテルが建ち並んでいる。真言坂の両脇もマンションである。
現在の坂は自動車が通れる石畳となっている。（南向きの一方通行である。）
かつて真言坂の南側には大仏に見える松の茂みがあった。『絵本小夜時雨』・『摂陽奇観』によれば、寛政10年（1798年）に方広寺大仏（京の大仏）は落雷のため焼失してしまったが、当該松の茂みが、往時の大仏を彷彿とさせると、大仏を懐かしむ民衆の間で口こみが広がり、当地は訪問者で連日賑わったという。なお『摂陽奇観』には当該茂みを夜分に見れば大仏に見えるので、夜分に賑わったとしている。